# Eyesight to the Blind

Eyesight to the Blind (parfois orthographié Eyesight to the Blind (The Hawker)) est une chanson écrite en 1951 par le bluesman Alex "Rice" Miller, dit Sonny Boy Williamson II. 
Le morceau a gagné en notoriété avec les reprises de Mose Allison en 1959 et des Who, parue sur leur opéra-rock Tommy en 1969.

## Reprises
Pistes de Tommy
Sparks Christmas
La chanson est reprise dès 1951 par Tarheel Slim et par The Larks, qui obtiennent une cinquième place dans les charts rhythm and blues aux États-Unis.
Si c'est bien le titre de Sonny Boy Williamson II qui a été repris dans Tommy, c'est la version de Mose Allison qui a inspiré l'adaptation des Who.
Les paroles diffèrent selon les versions :
- dans l'original : "Her daddy must have been a millionaire, ..."
- dans la reprise de Mose Allison : "Her daddy's got some money, ..."
- dans la reprise des Who : "Her daddy gave her magic, ..."

Par ailleurs, si la chanson est à l'origine un blues, elle passe au rock dans la version des Who.
Dans l'opéra rock Tommy, les parents de Tommy l'emmènent à l'église d'une secte pour essayer de le soigner. Dans le film Tommy, l'adaptation de l'opéra-rock, la chanson est interprétée par Eric Clapton, qui joue le meneur de cette secte, le Hawker.
La chanson est aussi interprétée par Arno en 1991 sur l'album Charles et les Lulus, par Aerosmith en 2004 sur Honkin' on Bobo et par Gary Moore en 2007.